# Oliarus asaica
Oliarus asaica är en insektsart som beskrevs av George Willis Kirkaldy 1906. Oliarus asaica ingår i släktet Oliarus och familjen kilstritar. Inga underarter finns listade i Catalogue of Life.